# Musée des Beaux-Arts et d’Archéologie de Besançon

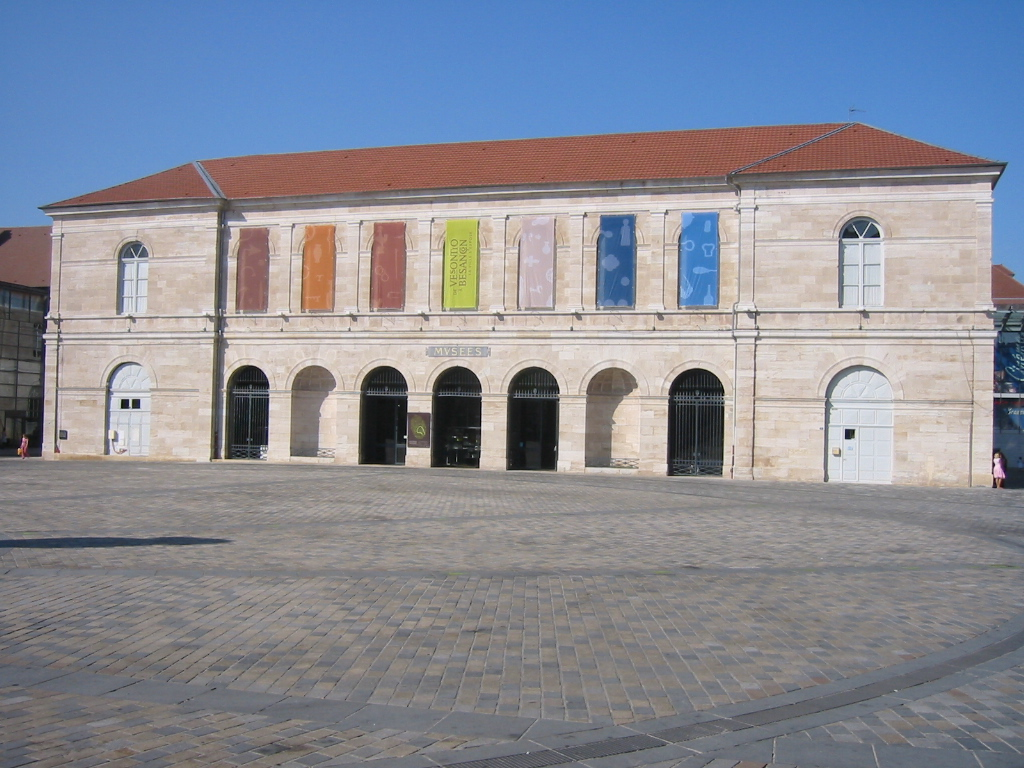
Musée des Beaux-Arts et d’Archéologie

Das Musée des Beaux-Arts et d’Archéologie in Besançon ist das älteste öffentliche Museum Frankreichs. Gemäß seinem Gründungsdatum von 1694 ist es fast hundert Jahre älter als der Louvre.
Das Museum befindet sich seit 1843 in einem früheren Getreidespeicher im Stadtzentrum. Nach der Aufnahme der Sammlung Besson wurde unter der Leitung des Le-Corbusier-Schülers Louis Miquel von 1967 bis 1970 ein Umbau vorgenommen, wobei der Innenhof überdacht wurde.

## Sammlungen
Die Sammlungen sind in die Bereiche Archäologie, Zeichnungen und Gemälde gegliedert.

### Archäologie
- Die ägyptische Sammlung enthält Mumien des königlichen Schreibers Seramon (Ende der 21. Dynastie) und des Ankhpakhered aus der 26. Dynastie sowie kleinerer Objekte wie Statuetten.
- Die Prähistorische Abteilung zeigt Objekte der Jungsteinzeit, Bronzezeit und Eisenzeit.

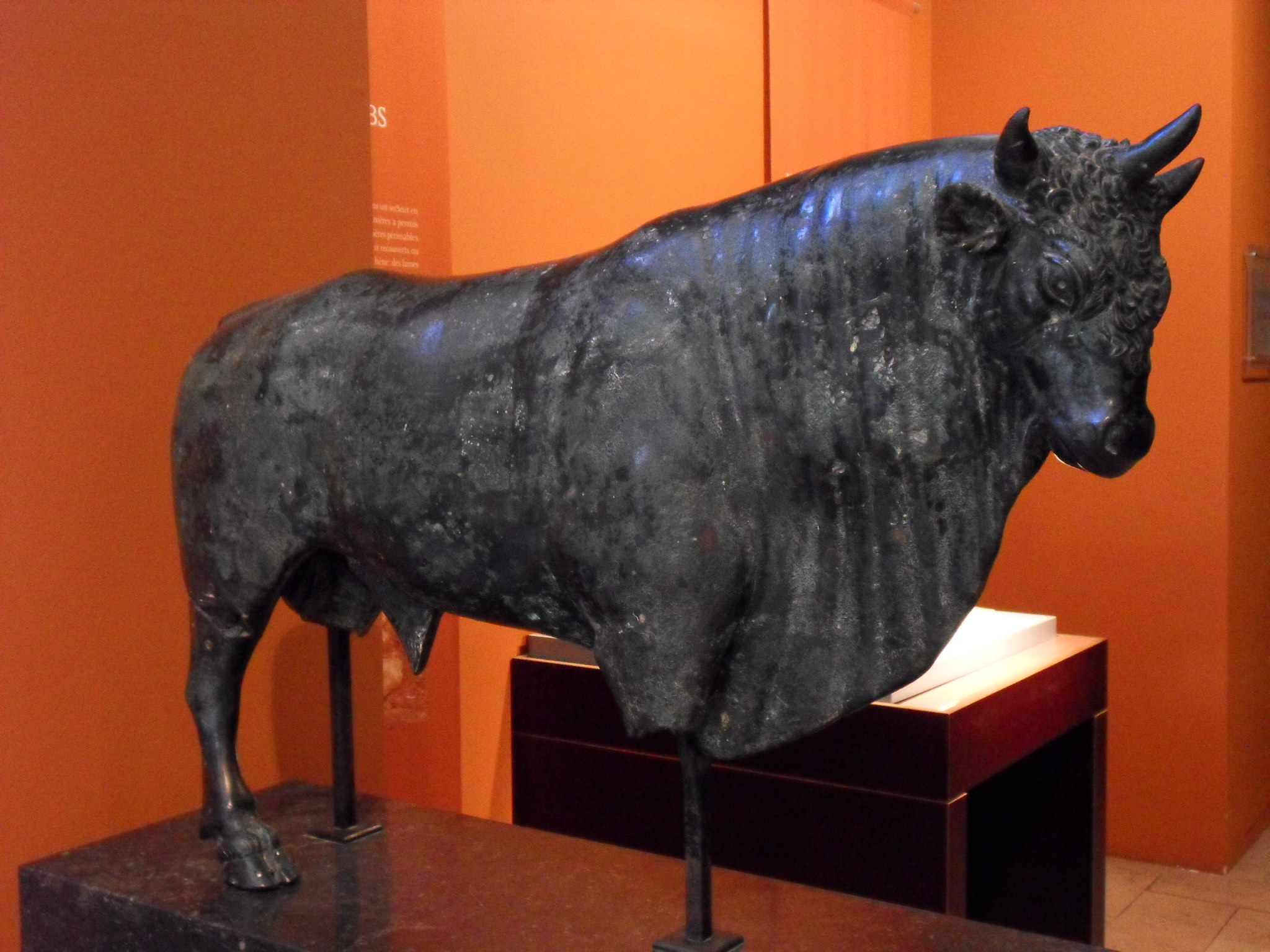
Taureau Avrigney

- Die Gallo-römische Kultur ist das Thema der bedeutendsten archäologischen Abteilung. Sie enthält die Mosaiken des Neptun und der Medusa aus dem collège Lumière, andere Objekte aus Ausgrabungen im Stadtgebiet und eine bronzene Statue eines Stiers mit drei Hörnern aus Avrigney-Virey.
- Die Mittelalter-Sammlung zeigt Statuen, Sarkophage und andere Gegenstände.

### Zeichnungen
- Das Museum hat eine der größten Grafiksammlungen Frankreichs mit über 5000 Arbeiten vom Ende des 15. Jahrhunderts bis zur Mitte des 20. Jahrhunderts. Unter den ausgestellten Künstlern sind Federico Barocci, Jacopo Tintoretto, Annibale Carracci, Giovanni Battista Tiepolo als Beispiele für italienische Kunst des 15. bis 18. Jahrhunderts zu nennen.
- Albrecht Dürer, Peter Paul Rubens, Jacob Jordaens, Rembrandt
- Poussin, Le Sueur, Simon Vouet, François Boucher, Jean-Honoré Fragonard, Hubert Robert, Watteau, Jacques-Louis David, Géricault, Eugène Delacroix, Gustave Courbet, Raoul Dufy, Albert Marquet, Henri Matisse, Auguste Rodin

### Gemälde
Die Sammlung zeigt Beispiele der europäischen Kunst seit dem 14. Jahrhundert:
- Italien: Giovanni Bellini, Jacopo Tintoretto, Tizian, Palumbo, Giuseppe Recco, Luca Giordano, Tiepolo und besonders Agnolo Bronzino mit seiner Beweinung des toten Christus.
- Nordische Schulen: Lucas Cranach der Ältere mit Adam und Eva, Jan Brueghel der Ältere, Peter Paul Rubens, Jacob Jordaens, Jan Lievens, Ruysdael, Aelbert Cuyp, Willem Claesz Heda, Jan van Goyen...
- Spanien: Zurbarán, Juan de Arellano, Francisco Goya (Der Kadaver des Jesuiten Brebeuf)
- Frankreich: Simon Vouet, Philippe de Champaigne, Le Sueur, Hubert Robert, Jean-Honoré Fragonard, François Boucher, Nonotte, Jacques-Louis David, Jean-Auguste-Dominique Ingres, Géricault, Paul Delaroche. Herausragend sind Gustave Courbet mit seinem Monumentalgemälde L’Hallali du cerf, sowie Paul Signac, Pierre Bonnard, Félix Vallotton, Auguste Renoir, Henri Matisse, Suzanne Valadon, Albert Marquet und andere.

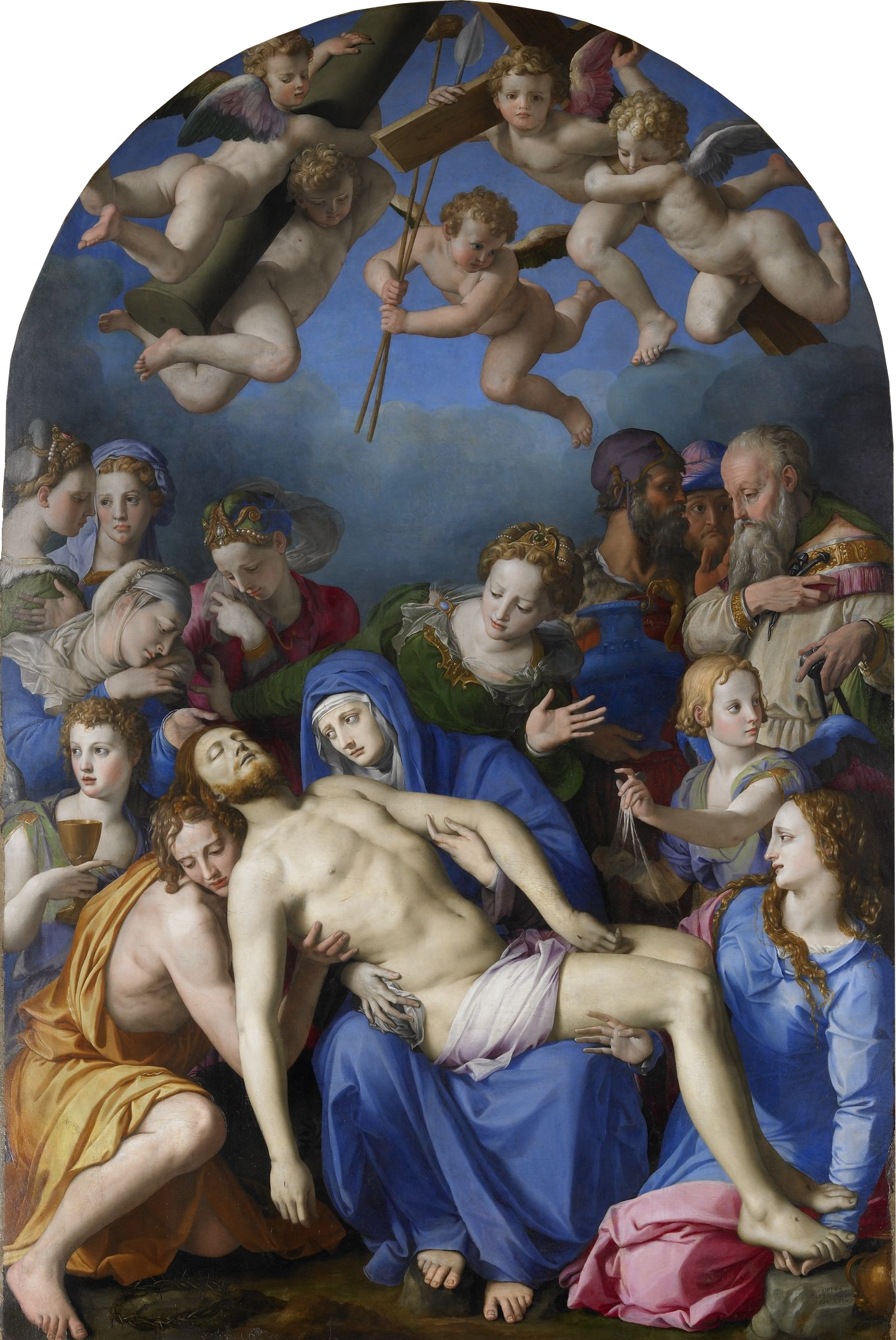
The Beweinung des toten Christus, Bronzino.
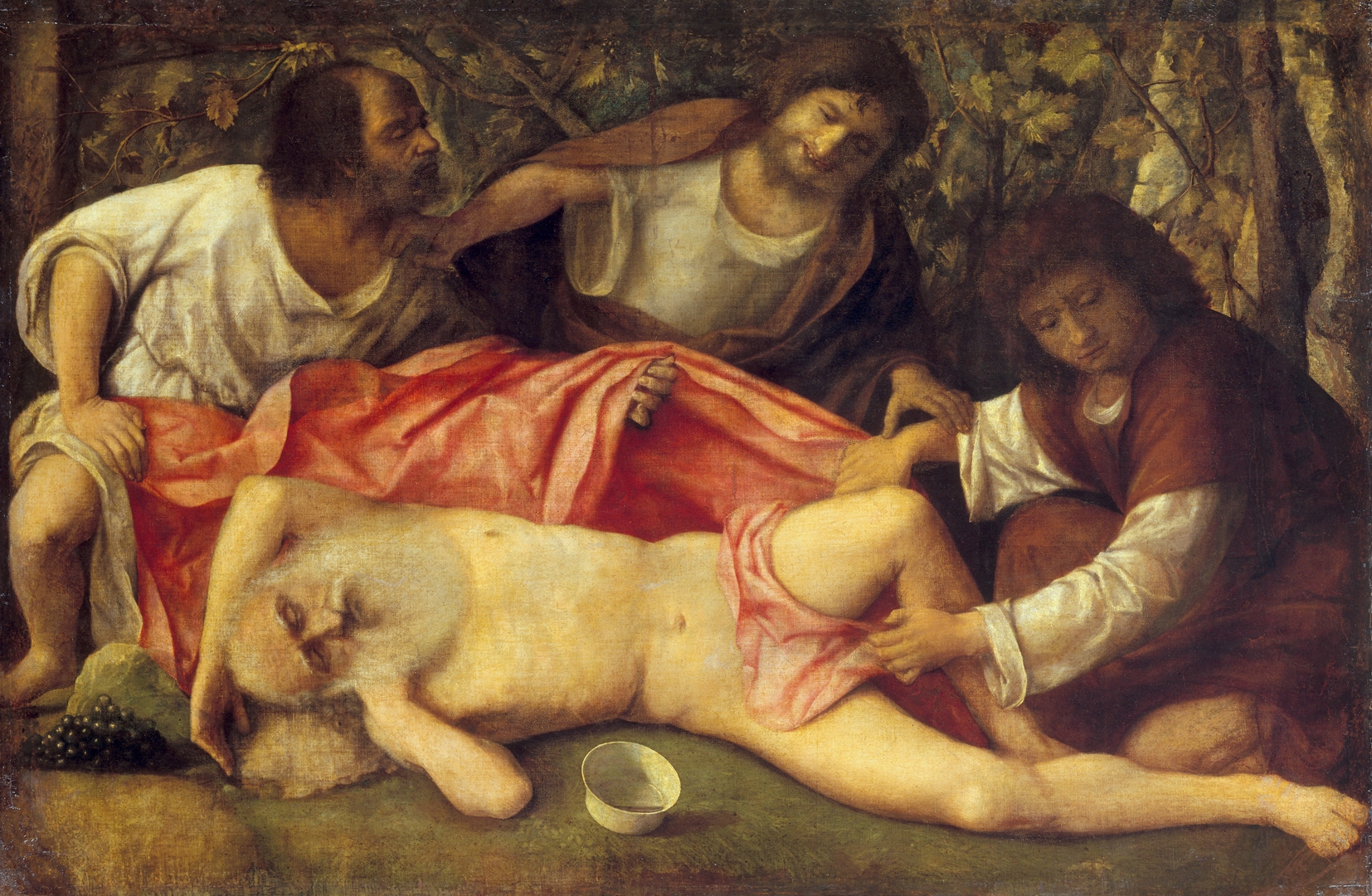
Die Trunkenheit Noahs, Giovanni Bellini
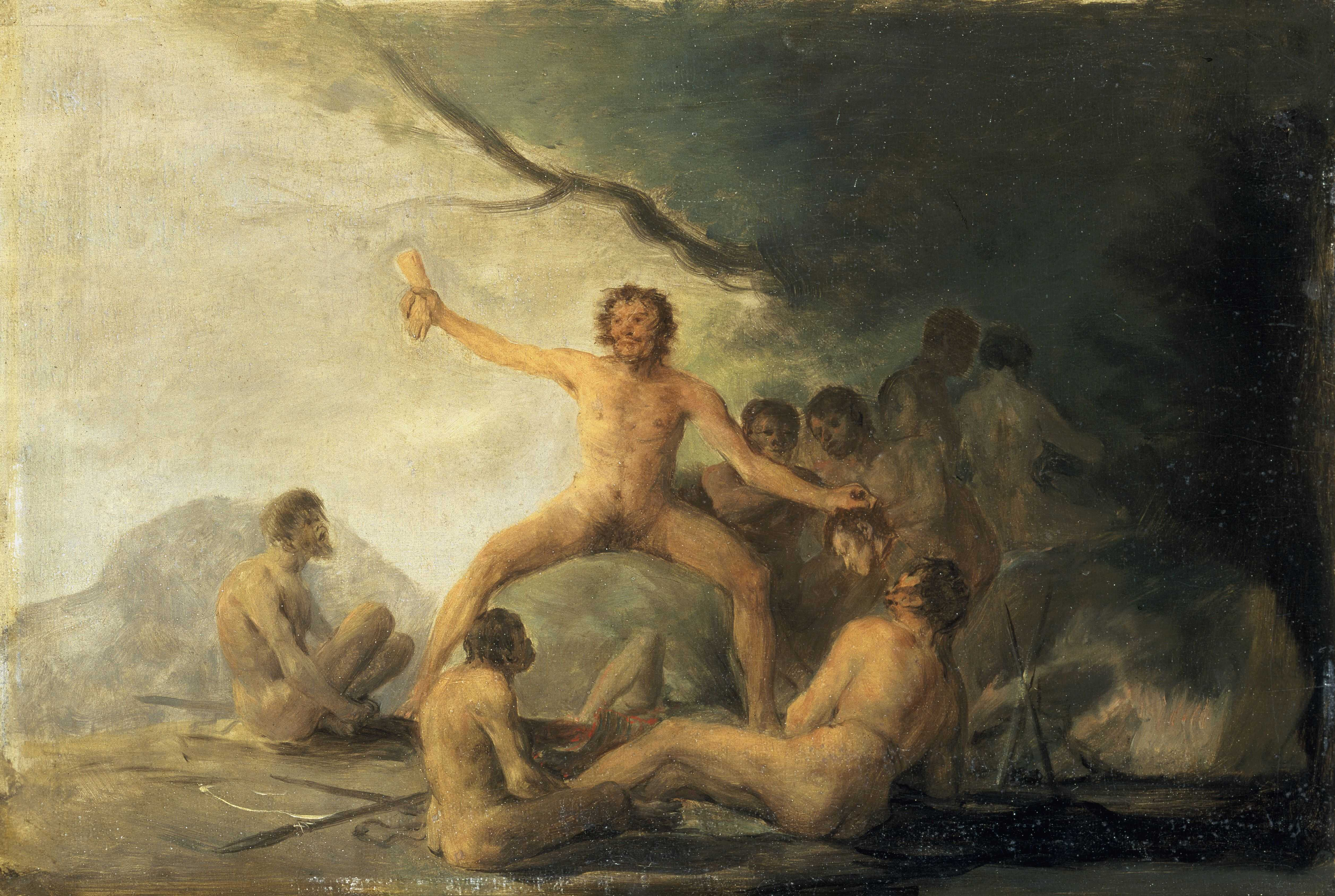
Der Kadaver des Jesuiten Brebeuf, Francisco de Goya.
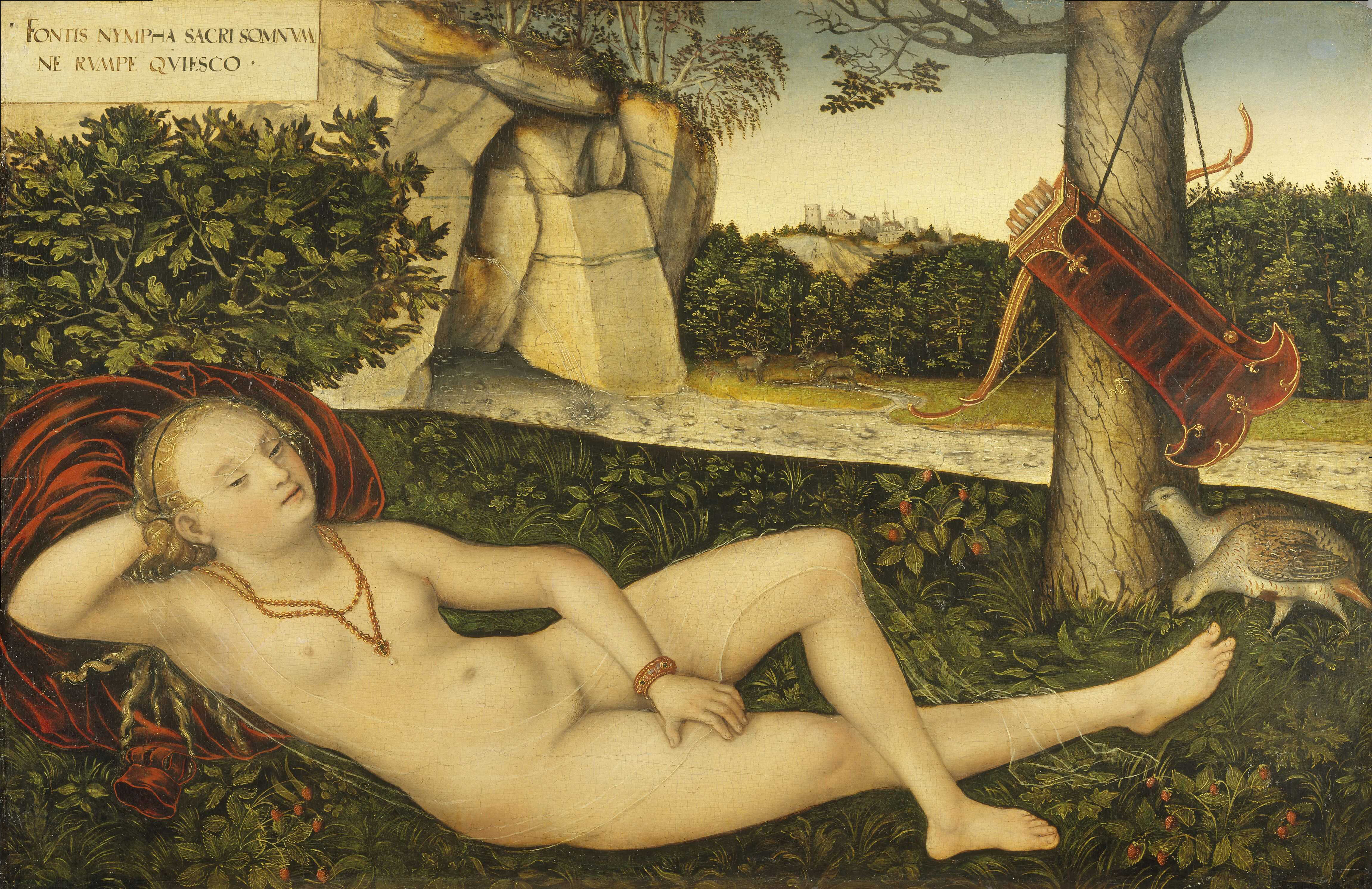
Nymphe an der Quelle, Lucas Cranach der Ältere.

## Herkunft der Sammlung
Im Wesentlichen stellt das Museum Werke aus vier Schenkungen aus. 1694 schenkte Jean-Baptiste Boisot seine Sammlung von Manuskripten, gedruckten Büchern, Medaillen, elf Gemälden und vier Büsten aus dem Besitz der Familie Granvelle, den Benediktinern der Stadt unter der Auflage, diese zweimal wöchentlich öffentlich zugänglich zu machen. 1819 bot Pierre-Adrien Pâris, der Architekt des Königs, seine Sammlung von 38 Gemälden und 183 Zeichnungen einschließlich der von Jean-Honoré Fragonard dem Museum an. Jean-François Gigoux († 1894) vermachte seine Sammlung von mehr als 3000 Grafiken und 460 Gemälden dem Museum. Die vorläufig letzte Schenkung kam 1969 von George Besson und seiner Frau (112 Gemälde, 220 Grafiken der Moderne und zeitgenössischer Kunst).